# Światowy Dzień Zdrowia Psychicznego

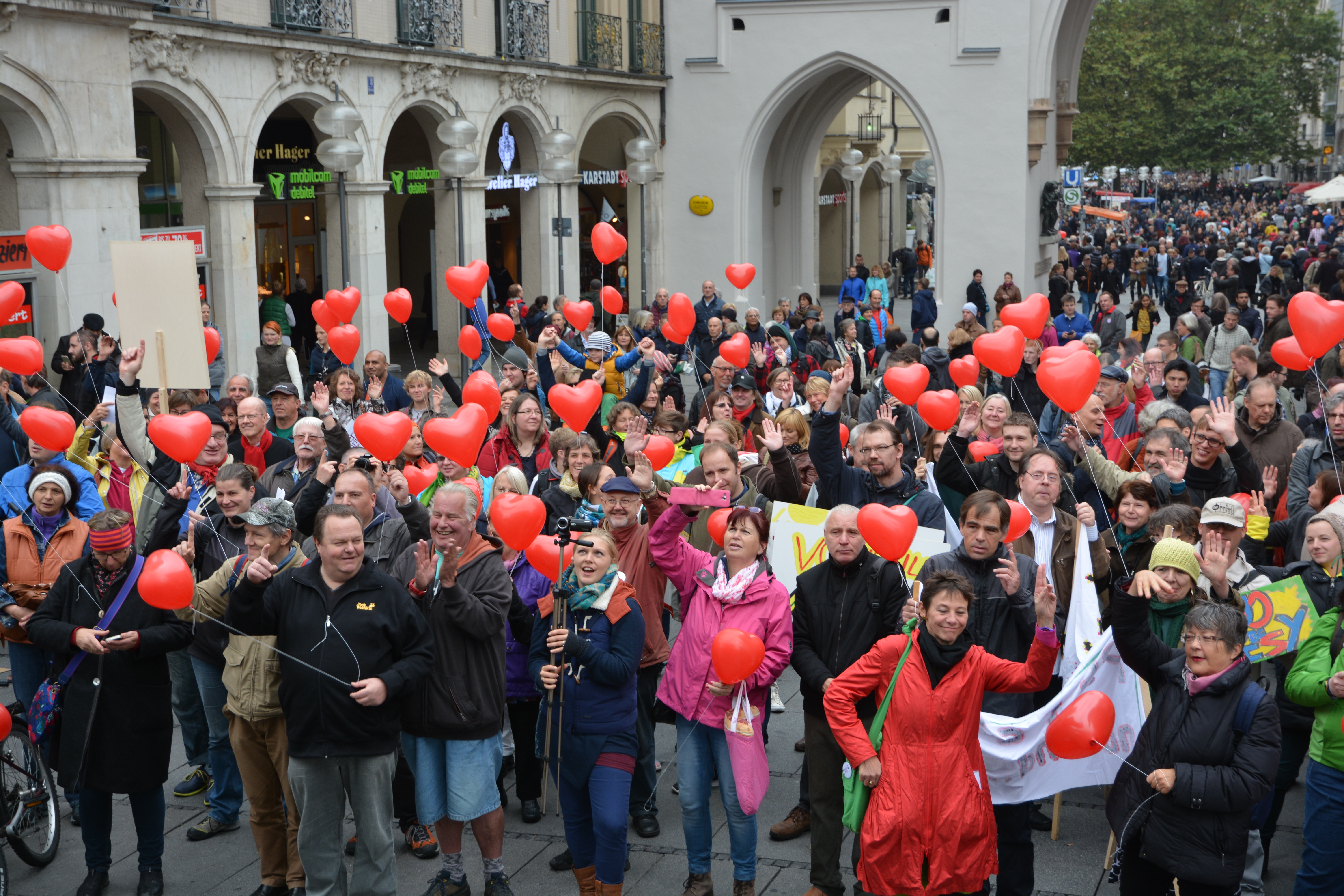
Obchody Światowego Dnia Zdrowia Psychicznego 2015 w Monachium

Światowy Dzień Zdrowia Psychicznego (10 października) to międzynarodowy dzień globalnej edukacji w zakresie zdrowia psychicznego, zwiększania świadomości i wspierania walki ze stygmatyzacją społeczną. Po raz pierwszy obchodzono go w 1992 roku. Z inicjatywy World Federation for Mental Health, globalnej organizacji zajmującej się zdrowiem psychicznym. Co roku w tym dniu tysiące osób na całym świecie prowadzą działania uświadamiające, aby zwrócić uwagę na choroby psychiczne i ich wpływ na życie ludzi na całym świecie. W niektórych krajach dzień ten jest częścią tygodniowych obchodów i trwających w tym czasie kampanii społecznych.

## Historia
Światowy Dzień Zdrowia Psychicznego obchodzony był po raz pierwszy 10 października 1992 r. Z inicjatywy zastępcy sekretarza generalnego Richarda Huntera. Do roku 1994 obchody nie były poświęcone żadnemu konkretnemu tematowi poza ogólną promocją działań na rzecz zdrowia psychicznego i edukacją społeczeństwa.
W 1994 po raz pierwszy obchodzono Światowy Dzień Zdrowia Psychicznego z tematem przewodnim (z inicjatywy pod wpływem sugestii ówczesnego Sekretarza Generalnego Eugene'a Brody'ego). Tematem była „Poprawa jakości usług w zakresie zdrowia psychicznego na całym świecie”.
Światowy Dzień Zdrowia Psychicznego jest wspierany przez Światową Organizację Zdrowia (WHO) poprzez zwiększanie świadomości na temat problemów zdrowia psychicznego, wykorzystując jej silne relacje z ministerstwami zdrowia i organizacjami społeczeństwa obywatelskiego na całym świecie. WHO wspiera obchody także od strony technicznej i produkcji materiałów promocyjnych.

## Motywy Światowego Dnia Zdrowia Psychicznego
| Rok     | Temat |
| ------- | --- |
| 2020    | Krok w kierunku zdrowia psychicznego: zwiększone inwestycje w zdrowie psychiczne                                                         |
| 2019    | Promocja zdrowia psychicznego i zapobieganie samobójstwom                                                                                |
| 2018    | Młodzi ludzie i zdrowie psychiczne w zmieniającym się świecie                                                                            |
| 2017    | Zdrowie psychiczne w miejscu pracy |
| 2016    | Pierwsza pomoc psychologiczna |
| 2015    | Godność w zdrowiu psychicznym |
| 2014    | Życie ze schizofrenią |
| 2013    | Zdrowie psychiczne i osoby starsze |
| 2012    | Depresja: globalny kryzys |
| 2011    | The Great Push: Inwestowanie w zdrowie psychiczne                                                                                        |
| 2010    | Zdrowie psychiczne i przewlekłe choroby fizyczne                                                                                         |
| 2009    | Zdrowie psychiczne w podstawowej opiece zdrowotnej: ulepszanie leczenia i promowanie zdrowia psychicznego                                |
| 2008    | Sprawienie, by zdrowie psychiczne stało się globalnym priorytetem: zwiększanie liczby usług poprzez rzecznictwo i działanie obywatelskie |
| 2007    | Zdrowie psychiczne w zmieniającym się świecie: wpływ kultury i różnorodności                                                             |
| 2006    | Budowanie świadomości - zmniejszanie ryzyka: choroby psychiczne i samobójstwa                                                            |
| 2005    | Zdrowie psychiczne i fizyczne w ciągu całego życia                                                                                       |
| 2004    | Związek między zdrowiem fizycznym i psychicznym: współwystępujące zaburzenia                                                             |
| 2003    | Zaburzenia emocjonalne i behawioralne dzieci i młodzieży                                                                                 |
| 2002    | Skutki traumy i przemocy u dzieci i młodzieży                                                                                            |
| 2000-01 | Zdrowie psychiczne i praca |
| 1999    | Zdrowie psychiczne i starzenie się |
| 1998    | Zdrowie psychiczne i prawa człowieka |
| 1997    | Dzieci i zdrowie psychiczne |
| 1996    | Kobiety i zdrowie psychiczne |

## Źródła
1. ↑  Developing a National Mental Health Policy. Jenkins, Rachel; Lynne Friedli; Andrew McCulloch; Camilla Parker. Pscyhology Press, 2002, s. 65. ISBN 978-1-84169-295-1.
2. ↑  Robert W. Watson: White House Studies Compendium, Volume 5. Nova Science Publishers, 2006, s. 69. ISBN 978-1-60021-542-1.
3. ↑  World Mental Health Day. „Mental Health in Family Medicine”. 7, s. 59-60, 2010.
4. ↑  Mental Health Week: 7 Ways You Can Get Involved 2 October 2015. cbhs.com.au. [zarchiwizowane z tego adresu (2017-03-04)]. Retrieved 15 October 2015
5. ↑  https://wfmh.global/world-mental-health-day/
6. ↑  https://www.who.int/mental_health/world-mental-health-day/2013/en/
7. ↑  https://www.who.int/mental_health/world-mental-health-day/previous_WMHDs/en/
8. ↑  Mental health: time to invest in quality, „The Lancet”, 396 (10257), 2010, s. 1045, DOI: 10.1016/S0140-6736(20)32110-3, ISSN 0140-6736.